# Світлорусов Сергій Гаврилович
Сергій Гаврилович Світлорусов (нар. 28 грудня 1927, Дмитровськ — пом. 4 січня 1997, Харків) — радянський живописець, художник монументально-декоративного мистецтва.

## Біографія
Народився 28 грудня 1927 року в місті Дмитровську Орловської області РРФСР. У 1945—1949 роках навчався в Харківському державному художньому училищі, у 1949—1955 роках  на факультеті станкового живопису в Харківському художньому інституті (викладачі: О. Любимський, В. Сизиков, О. Кокель). Брав участь у виставках з 1951 року. Член Харківського відділення Спілки художників УРСР з 1957 року.
Лауреат Державної премії УРСР імені Т. Г. Шевченка (за 1977 рік; разом з Я. Риком, В. Агібаловим, М. Овсянкіним, І. Алфьоровим, Е. Черкасовим, А. Максименком за монумент у Харкові на честь проголошення радянської влади в Україні)
Помер 4 січня 1997 року у Харкові.

## Творчість
Автор:
- скульптурних творів:
  - монумент на честь проголошення радянської влади в Україні (1974, Харків);
  - меморіальний комплекс радянським воїнам і мирним жителям, які загинули під час Другої світової війни (1977, Харків);
- портретів:
  - барельєф робітників Харківського паровозоремонтного депо (1990—1991);
  - онуки Наталки (1994);
  - дівчинки Оксани (1995);
- пейзажів:
  - «Біла тиша» (1988);
  - «Лісові сестри» (1989);
  - «Алтайська весна» (1993);
  - «Скелястий берег» (1995);
  - «Світанок» (1995);
- натюрморту «Бузок» (1990).